# Jonny Magallón
José Jonny Magallón Oliva (n. Ocotlán, Jalisco, México, 21 de noviembre de 1981), conocido simplemente como Jonny Magallón, es un exfutbolista mexicano. Jugaba en la posición de defensa central. Tras su retiro durante un año, regresó al fútbol profesional con el nuevo equipo de Jalisco, que participa en el torneo del Balompié Mexicano; tras no completarse su contratación se quedó retirado.

## Biografía

### Inicios
Nació en la ciudad de Ocotlán, Jalisco el 21 de noviembre de 1981. Proveniente de una familia con gran afición hacia el fútbol, desde pequeño se le notó su calidad y técnica. Su hermano mayor Raúl Magallón también fue futbolista. Su primer equipo de niño fue el Osos Grises dirigidos por su tío. 

### Club Deportivo Guadalajara
Debutó en Primera División un domingo 13 de marzo de 2005, en el Torneo de Clausura 2005 de la Primera División mexicana contra el Club América, en el clásico del fútbol mexicano que terminó en empate a 3 goles, siendo dirigido por Benjamín Galindo. En dicho encuentro, Magallón ingresó de cambio, jugando su antigua posición de medio de contención. En el Apertura 2005 anotó su primer gol en la Primera división mexicana contra el Club San Luis en el estadio Alfonso Lastras Ramírez abriendo el marcador que finalizó a favor del Guadalajara por 2:1. 
En el Apertura 2006 fue el único jugador en disputar todos los minutos del torneo, al jugar los 90 minutos de los juegos desde la jornada uno hasta la final donde el Club Deportivo Guadalajara obtuvo el título sobre el Deportivo Toluca por un marcador global de 3:2.

### Club León
El 2 de junio de 2012, se hace oficial el traspaso al Club León, después de 9 años en Chivas. Se despidió del club que lo vio nacer como futbolista debido a que el técnico John van 't Schip, no requirió más de sus servicios. La transacción fue de 5 millones de dólares.
El 17 de junio de 2016, Magallón se despidió del Club León, tras 4 años de vestir la camiseta sin poder renovar su contrato y por falta de minutos.

### Club Atlético Lanús
Tras no encontrar equipo en México, el 2 de septiembre de 2016 se hace oficial el fichaje de Magallón al Lanús en calidad de Préstamo por 6 meses sin opción a compra, donde viviría su primera experiencia en Argentina.

### Mineros de Zacatecas
El 15 de diciembre de 2016 se hace oficial el fichaje de Magallón a Mineros de Zacatecas, siendo el primer refuerzo de cara al Clausura 2017.
El 2 de diciembre de 2018, al no haber encontrado equipo, Magallón anunció su retiro del fútbol profesional en una conferencia de prensa, donde porto 4 camisetas Chivas, León, Lanús y Mineros.

### Atlético Jalisco
A mediados de julio de 2020 Jony Magallón sale de su retiro para formar parte del plantel del nuevo club de Jalisco para el torneo apertura 2020 de la liga del balompié Mexicano, a sus 38 años y un año de retiro regresa al fútbol profesional.   

## Selección nacional

### Selección absoluta
El 18 de enero de 2007 es parte de la Primera Convocatoria de Selección Nacional, en el pasado proceso del técnico Hugo Sánchez. Titular indiscutible que jugó todos los partidos en la Copa de Oro 2007 y Copa América Venezuela 2007.
El 2008 fue un año de ensueño para Jonny Magallón. En el primer duelo de preparación ante los Estados Unidos, el jugador del Guadalajara consiguió el doblete de goles con los que el cuadro azteca empató con los yanquis. El partido se llevó a cabo en el Estadio Reliant de Houston, Texas el día 6 de febrero. Con la salida de Hugo Sánchez, es considerado en la lista de Jesús Ramírez para enfrentar a Argentina, Perú y Belice; siendo titular en todos ellos. Con la llegada de Sven-Göran Eriksson, Magallón se mantiene en su posición y consigue una anotación de bolea contra Jamaica en el partido celebrado en el Estadio Azteca con motivo de la Eliminatoria Mundialista de Concacaf el 6 de septiembre. Pero el final no fue bueno porque termina lesionándose tras el clásico América-Guadalajara y queda marginado para los últimos cotejos del tricolor.
En el 2009, Jonny Magallón regresa tras salir de la lesión que padeció y es convocado en los últimos partidos de Sven-Göran Eriksson y posteriormente Javier Aguirre lo toma en cuenta para jugar la Copa Oro y finalmente los encuentros restantes del hexagonal, aunque en esta instancia ha experimentado una competencia fuerte debido al desempeño de varios compañeros dentro del equipo.
En el 2010, Magallon fue convocados para los amistosos e hizo la pretemporada en Avandaro, quedó en la lista final de 23 jugadores de Javier Aguirre, portando el número 19.
En el 2011, fue llamado por Luis Fernando Tena para disputar la Copa América sin embargo tuvo una lesión muscular y su lugar lo tomo su excompañero de Chivas Héctor Reynoso López.
Estuvo en las convocatorias de José Manuel de la Torre desde 2012 y 2013, partidos de la eliminatoria mundialista rumbo a Brasil 2014.
| Club               | País   | PJ | Goles | Periodo   |
| ------------------ | ------ | -- | ----- | --------- |
| Selección Mexicana | México | 53 | 3     | 2007-2018 |

### Participaciones en Copa Oro Concacaf
| Torneo                          | Sede           | Resultado  | Partidos | Goles |
| ------------------------------- | -------------- | ---------- | -------- | ----- |
| Copa de Oro de la Concacaf 2007 | Estados Unidos | Subcampeón | 6        | 0     |
| Copa de Oro de la Concacaf 2009 | Estados Unidos | Campeón    | 6        | 0     |

### Participaciones en eliminatorias mundialistas
| Copa                                                   | Resultado   |
| ------------------------------------------------------ | ----------- |
| Clasificación de Concacaf para la Copa Mundial de 2010 | Clasificado |
| Clasificación de Concacaf para la Copa Mundial de 2014 | Clasificado |

### Participaciones en Copas del Mundo
| Mundial              | Sede Sudáfrica | Resultado        |
| -------------------- | -------------- | ---------------- |
| Copa Mundial de 2010 | Sudáfrica      | Octavos de final |

### Participaciones en copas América
| Copa              | Sede      | Resultado    |
| ----------------- | --------- | ------------ |
| Copa América 2007 | Venezuela | Tercer lugar |

## Palmarés

### Campeonatos nacionales
| Título  | Club        | País   | Año  |
| ------- | ----------- | ------ | ---- |
| Liga Mx | Guadalajara | México | 2006 |
| Liga Mx | León        | México | 2013 |
| Liga Mx | León        | México | 2014 |

### Campeonatos internacionales
| Título    | Club                | Sede           | Año  |
| --------- | ------------------- | -------------- | ---- |
| InterLiga | Guadalajara         | Estados Unidos | 2009 |
| Copa Oro  | Selección de México | Estados Unidos | 2009 |